# Clara Nigg
Clara Ida Nigg (* 13. Juni 1897 in Waco, Nebraska; † 1986) war eine US-amerikanische Bakteriologin und Hochschullehrerin. Nigg entwickelte Methoden zur Kultivierung von Rickettsia prowazekii und zeigte, dass sich dieser Organismus nur in lebenden Zellen vermehrt.

## Leben und Werk
Nigg studierte an der University of Kansas und erhielt 1921 ihren Bachelor-Abschluss und promovierte dort 1929 mit der Dissertation: Studies on isohemagglutination. Nachdem sie als Bakteriologin in einem öffentlichen Gesundheitslabor und im St. Bartholomew Hospital in New York City gearbeitet hatte, wurde sie 1923 Bakteriologin im Gesundheitsamt von Minnesota. Von 1923 bis 1926 und erneut von 1927 bis 1929 war sie Dozentin für Bakteriologie an der University of Kansas. Von 1926 bis 1927 war sie verantwortlich für die Serologie am Queen’s Hospital in Honolulu, Hawaii.

### Forschung am Rockefeller Institut
Von 1929 bis 1937 arbeitete sie mit dem Nobelpreisträger Karl Landsteiner am Rockefeller-Institut in New York, wo es ihnen von 1930 bis 1932 gelang, den Fleckfiebererreger Rickettsia prowazekii in lebenden Gewebekulturen zu züchten. Bei den Veröffentlichungen mit Landauer war sie die Erstautorin.
In den frühen 1930er Jahren wussten Wissenschaftler, dass Läuse Fleckfieber übertragen, wofür 1928 der Direktor des Institut Pasteur, Charles Nicolle, den Nobelpreis erhielt. Das Bakterium Rickettsia prowazekii war als Krankheitsursache identifiziert worden, aber es war noch nicht bekannt, dass Rickettsia prowazekii ein obligater Parasit ist. Nigg entwickelte Methoden zur Kultivierung von Rickettsia prowazekii und bewies, dass dieser sich wie auch Viren nur in lebenden Zellen vermehrt. Ziel ihrer Arbeit mit Landsteiner war es, eine Methode für In-vitro Kultivierung von Rickettsien zu entwickeln. Sie arbeitete mit Gewebekulturtechniken, die von ihrem Kollegen Thomas Milton Rivers für das Wachstum von Viren entwickelt wurden. Zu dieser Zeit war noch nicht bekannt, dass Rickettsia prowazekii ein obligater Parasit ist. Während der Forschungen an Typhus erkrankte sie selber an Typhus und war Patientin im Rockefeller Hospital. Typhus wird heute mit Antibiotika behandelt.
Von 1937 bis 1941 war sie als Ausbilderin an der Medical School der University of Minnesota tätig. Von 1941 bis 1951 leitete sie das Viruslabor des Squibb Institute for Medical Research in New Brunswick (New Jersey). Während des Krieges arbeitete sie von 1943 bis 1944 für die Abteilung für chemische Kriegsführung in Fort Detrick, Maryland, und war von 1944 bis 1951 Beraterin für Forschung im Verteidigungsministerium. 1952 wurde sie Leiterin der bakteriologischen Abteilung des Naval Biological Labor, School of Public Health, University of California, Berkeley. Später konzentrierte sie ihre Forschungen auf die Infektionskrankheit Melioidose, mit der die amerikanischen Streitkräfte in Südostasien konfrontiert waren und dessen Erreger als ein biologischer Kampfstoff eingesetzt werden könnte.

## Veröffentlichungen (Auswahl)
- A Study of the Blood Groups among the American Indians, Journal of  Immunology, 1926.
- Studies on isohemagglutination, Dissertation (Ph.D.)--University of Kansas, Bacteriology, 1929.
- mit K. Landsteiner: Growth of Rickettsia of typhus fever (Mexican type) in the presence of living tissue. Proc Soc Exp Biol Med, 1930.
- mit K. Landsteiner: Studies on the cultivation of the typhus fever Rickettsia in the presence of live tissue. J Exp Med, 1932.
- On the preservation of typhus fever Rickettsiae in cultures. J Exp Med, 1935.
- On the Presence of Typhus Virus in Wild Rats in New York City, The Journal of Infectious Diseases, Vol. 57, No. 3, 1935.
- Studies on culture strains of European and murine typhus. J Exp Med, 1936.
- An Unidentified Virus Which Produces Pneumonia And Systemic Infection In Mice, Science 1942.
- mit Carl M. Eklund, Doris E. Wilson, James H. Crowley: Study of an Epidemic of Influenza B, American Journal of Epidemiology, Volume 35, Issue 2, 1942.
- mit Monroe D. Eaton: Isolation From Normal Mice of A Pneumotropic Virus which Forms Elementary Bodies, 1943.